# Quang phục Hương Cảng, thời đại cách mạng

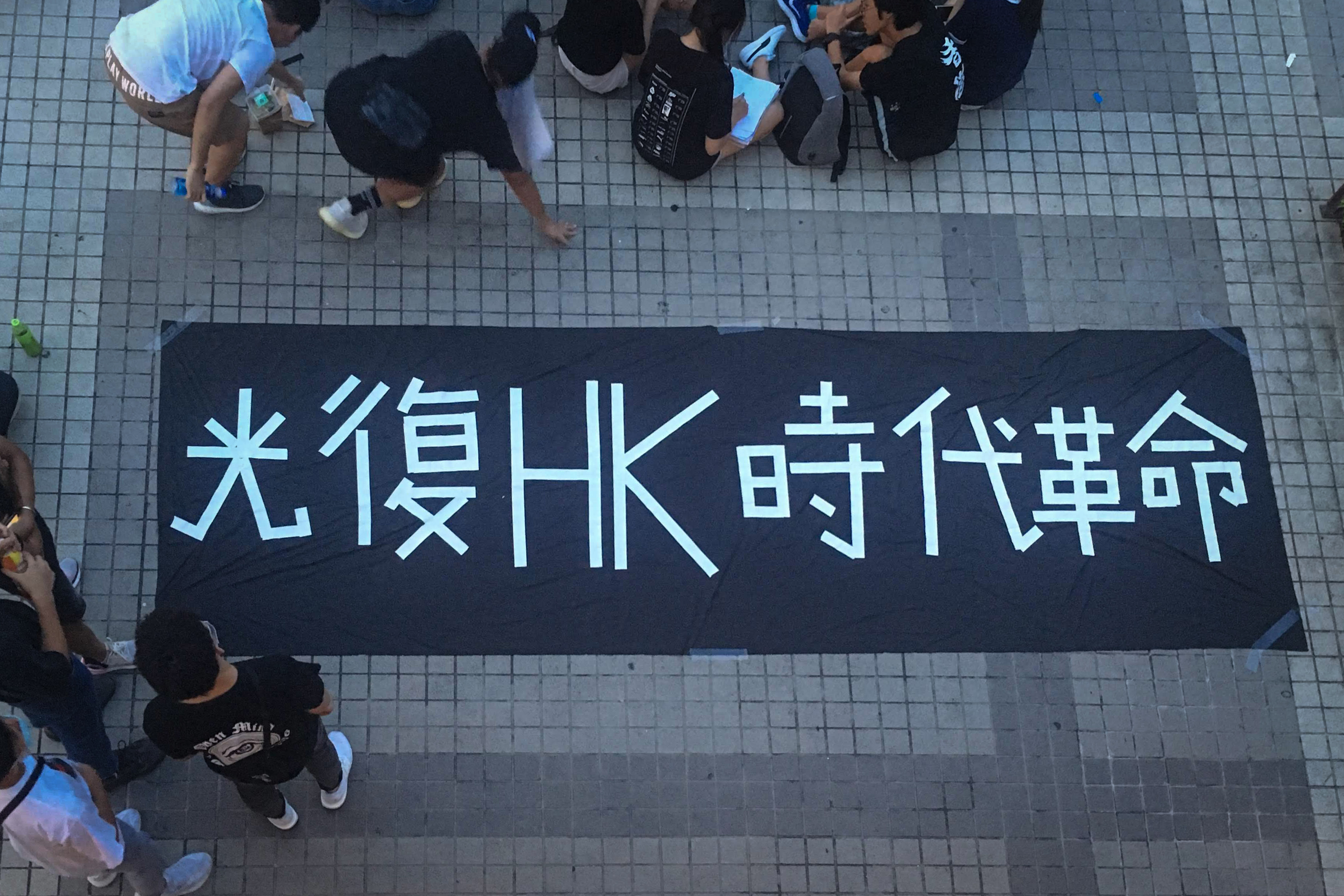
Người biểu tình trải biểu ngữ có ghi khẩu hiệu "Quang phục HK, thời đại cách mạng" vào ngày 22 tháng 8 năm 2019

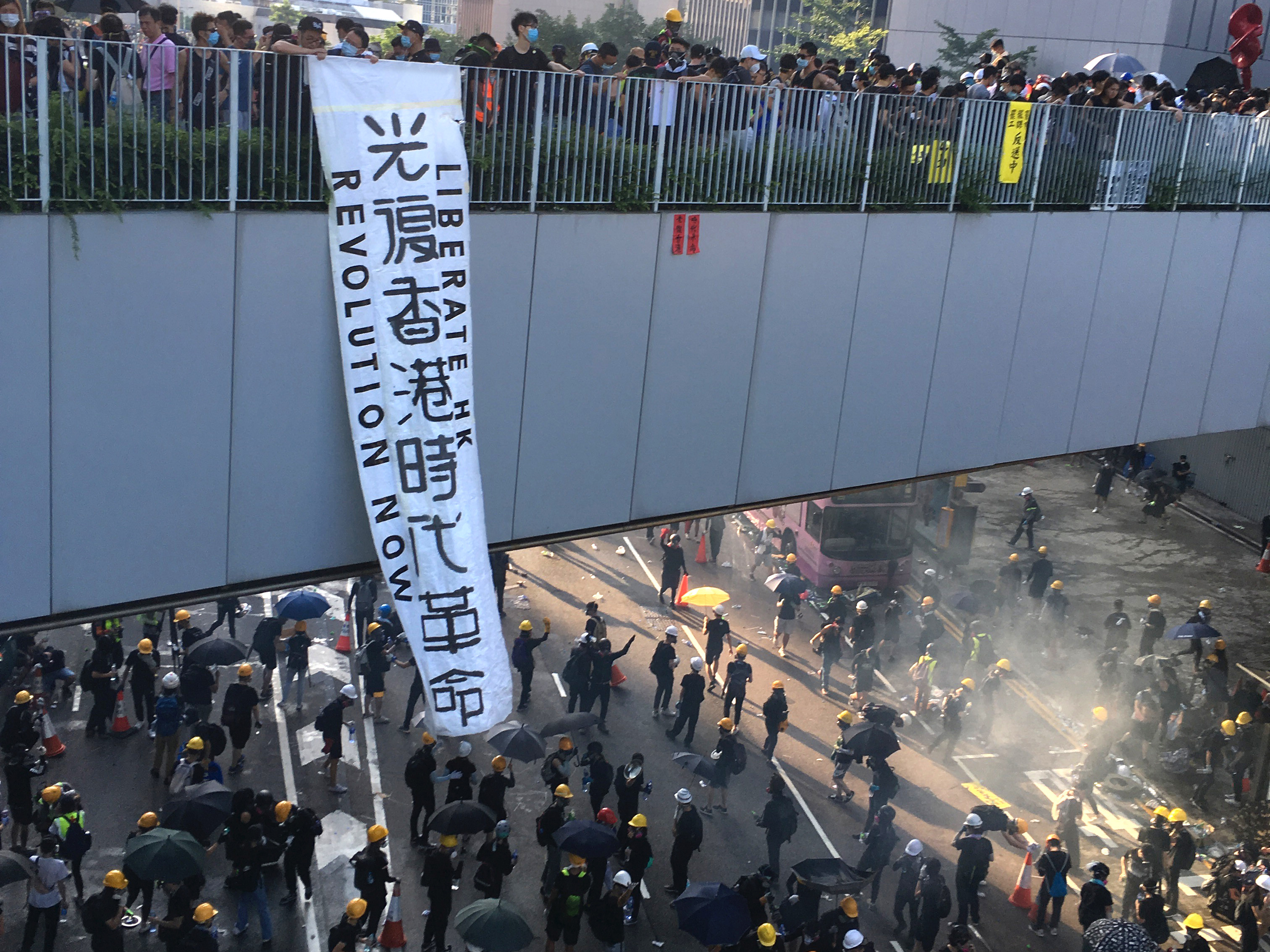
Kim Chung vào tháng 8 năm 2019, khẩu hiệu "Quang phục Hương Cảng, thời đại cách mạng" đã được treo trên cây cầu ở phía trên đường Hạ Xác.

"Quang phục Hương Cảng, thời đại cách mạng" (tiếng Trung: 光復香港，時代革命; Việt bính: Gwong1fuk6 Hoeng1gong2, si4doi6 gaak3ming6) là một khẩu hiệu được sự dụng trong các phong trào xã hội ở Hồng Kông. Khẩu hiệu này lần đầu tiên được sử dụng vào năm 2016 khi được phát ngôn viên của Bản thổ Dân chủ Tiền tuyến Lương Thiên Kỳ chọn làm chủ đề chiến dịch và khẩu hiệu cho cuộc bầu cử Đông Tân Giới vào cùng năm đó. Anh nhấn mạnh rằng mọi người ở mọi lứa tuổi đều có thể tham gia vào đổi mới và thay đổi, và do đó, đó là một "cuộc cách mạng thời đại". Trong cuộc bầu cử Hội đồng Lập pháp Hồng Kông cùng năm, Youngspiration cũng sử dụng "Quang phục Hương Cảng, thời đại cách mạng" làm khẩu hiệu chiến dịch.
Đến năm 2019, khẩu hiệu trên tiếp tục được sự dụng lại trong cuộc biểu tình tại Hồng Kông và gây ra mối quan tâm rộng rãi trên toàn thế giới. Trước khi kết thúc sự nghiệp báo chí, tổng biên tập Trương Khiết Bình đã nói rằng khẩu hiệu là một mong muốn mạnh mẽ để leo thang cuộc cách mạng, và đồng thời chỉ ra "Hồng Kông muốn trở thành một Hồng Kông cho người Hồng Kông." Nhưng cựu Đặc khu trưởng Hồng Kông Đổng Kiến Hoa cùng các đảng chính trị phe kiến chế, Tổng biên tập của Thời báo Hoàn cầu Hồ Tích Tuấn và Tân Hoa Xã cho rằng khẩu hiệu trên liên quan đến phong trào độc lập Hồng Kông và thách thức đến mô hình "một quốc gia, hai chế độ".